# Secator

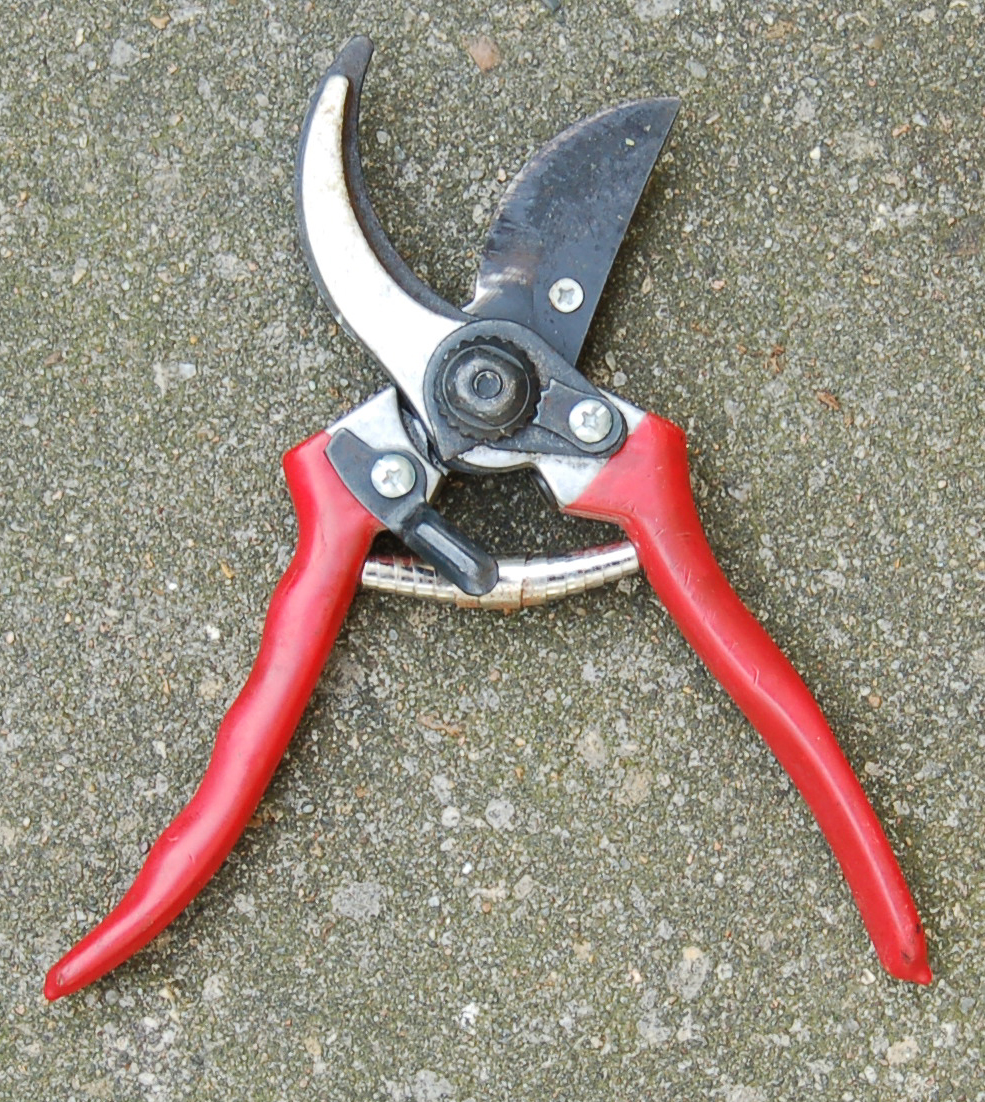
Un secator.

Un secator este o unealtă care are forma unei foarfece mari și robuste. Este utilizat în agricultură și grădinărit pentru operațiuni de tundere și tăiere, în special legate de copaci și arbuști.
Mecanismul său este similar cu cel al unei foarfece, deoarece are două lame care se mișcă pe o axă, exercitând un mecanism cu pârghie. Secatorii se caracterizează prin lungimea mai mică și robustețea mai mare a lamelor decât cele de la o foarfecă normală, care le permite să taie elemente groase. Pot avea o singură lamă ascuțită sau ambele.
Secatorii au diverse forme și structuri în funcție de folosul pentru care sunt construite. Cele mai comune sunt utilizate pentru tăierea crenguțelor și au lame curbate; lamele sunt scurte în raport cu lungimea mânerelor, astfel încât să se poate exercita o forță bună asupra lamelor în sine.
Alte versiuni sunt cea cu lame și mânere lungi și drepte, care sunt folosite pentru tunderea tufișurilor și cele montate pe extensii și acționate de la distanță pentru tăierea ramurilor înalte.
Pentru lucrări lungi și solicitante, au fost dezvoltați secatori electrici, în care efortul de tăiere este exercitat respectiv de un motor electric cu baterie sau de un cilindru pneumatic acționat de aer comprimat, în timp ce operatorul controlează tăierea pur și simplu prin apăsarea unui comutator sau a unui declanșator.

## Galerie

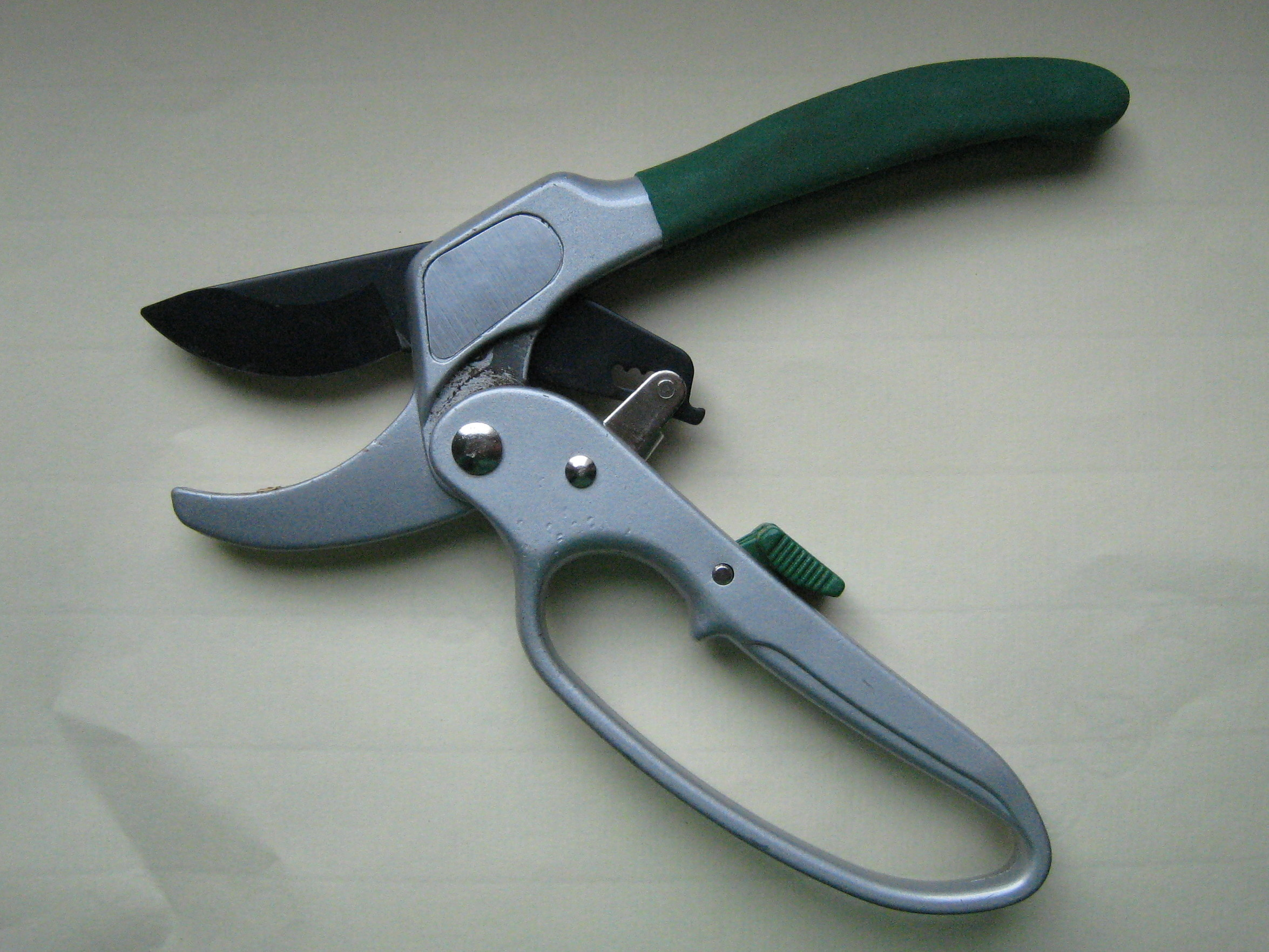
Secator cu clichet.
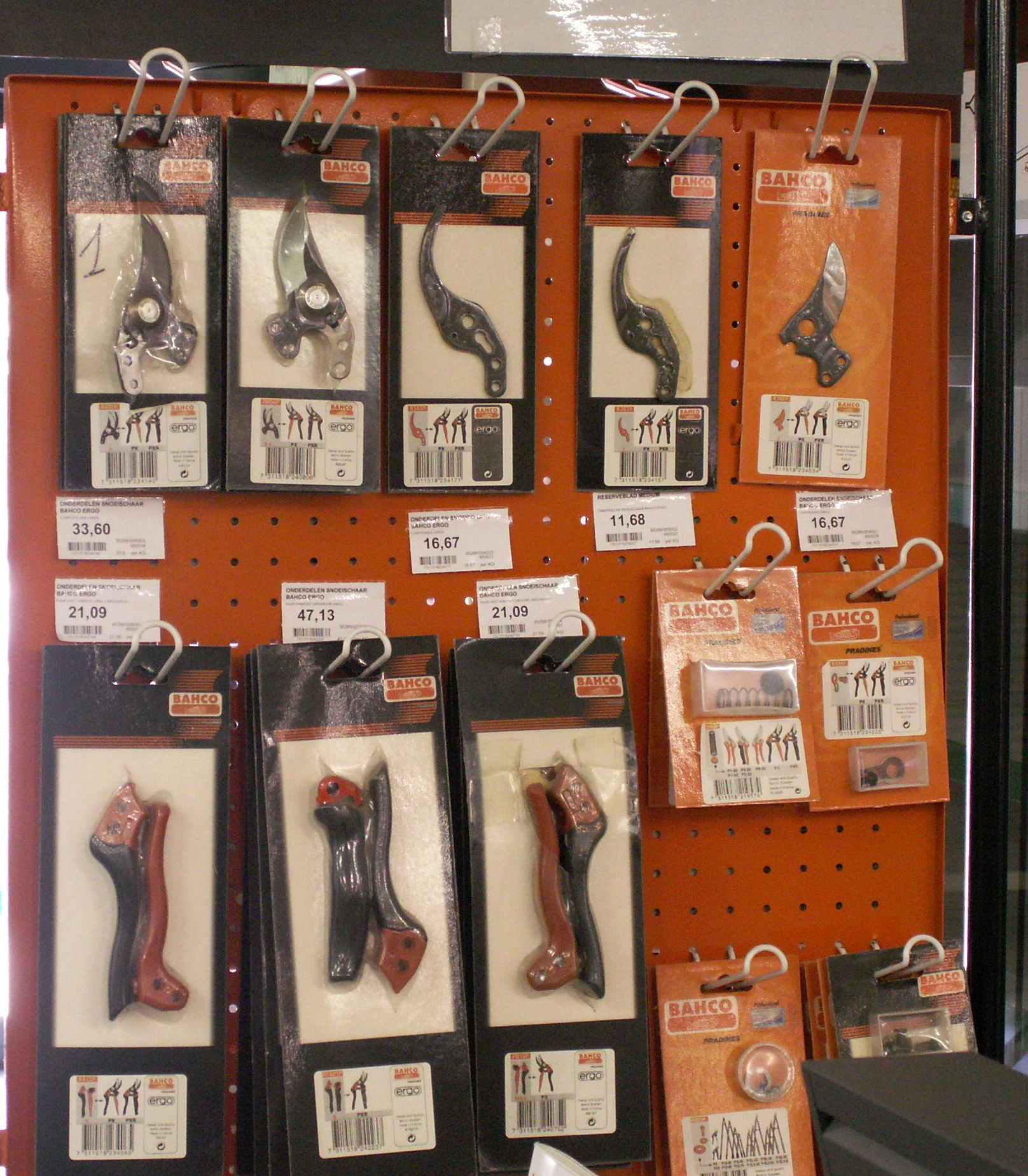
Secatorii profesionali au uneori lame înlocuibile.
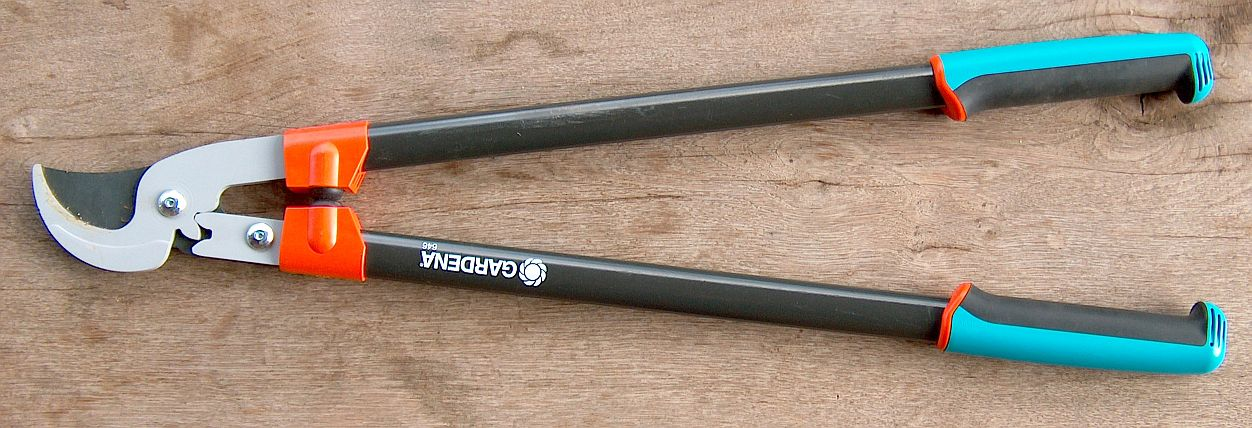
Un secator cu mânere lungi.
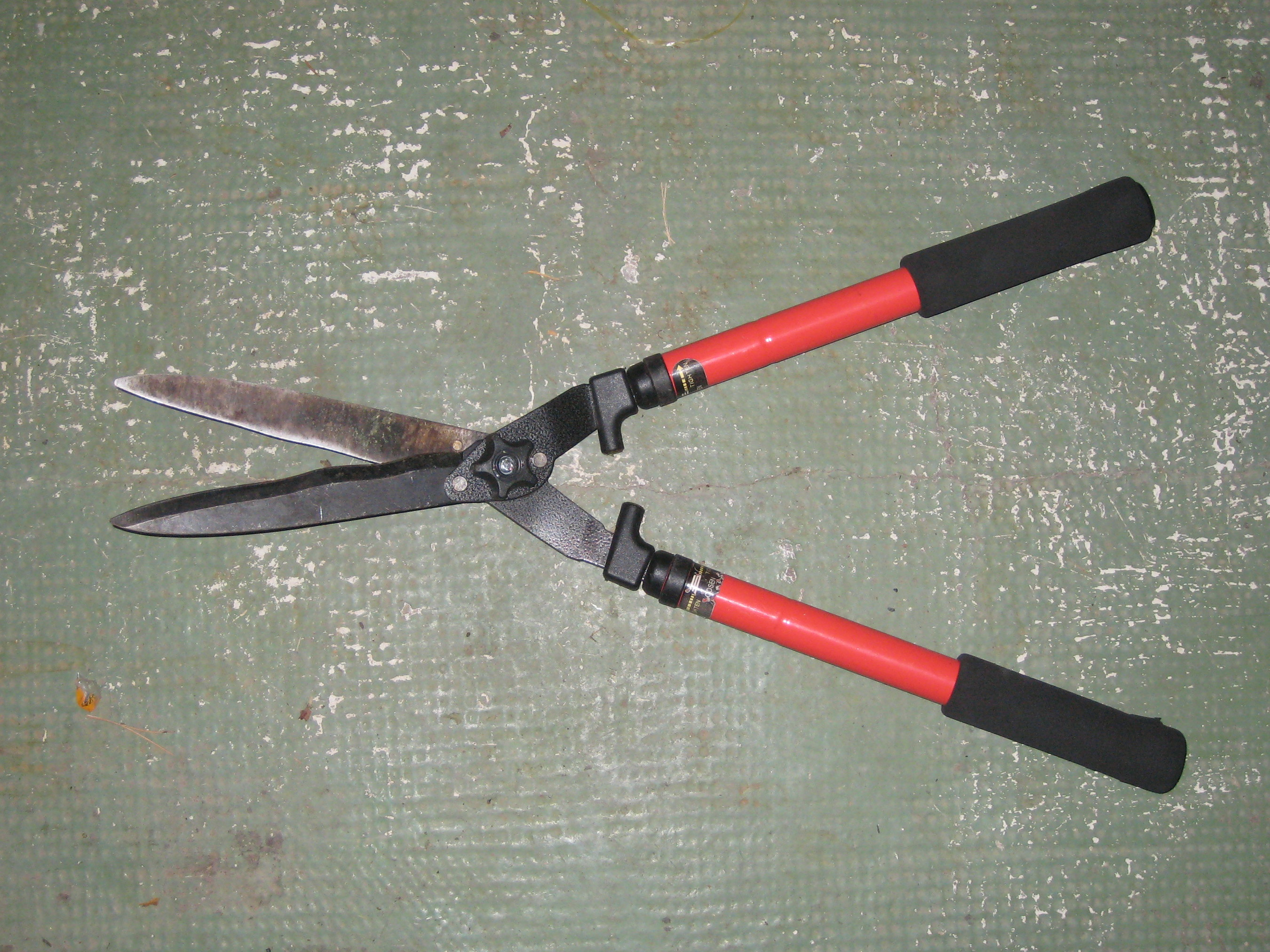
Un secator pentru tunderea tufișurilor.
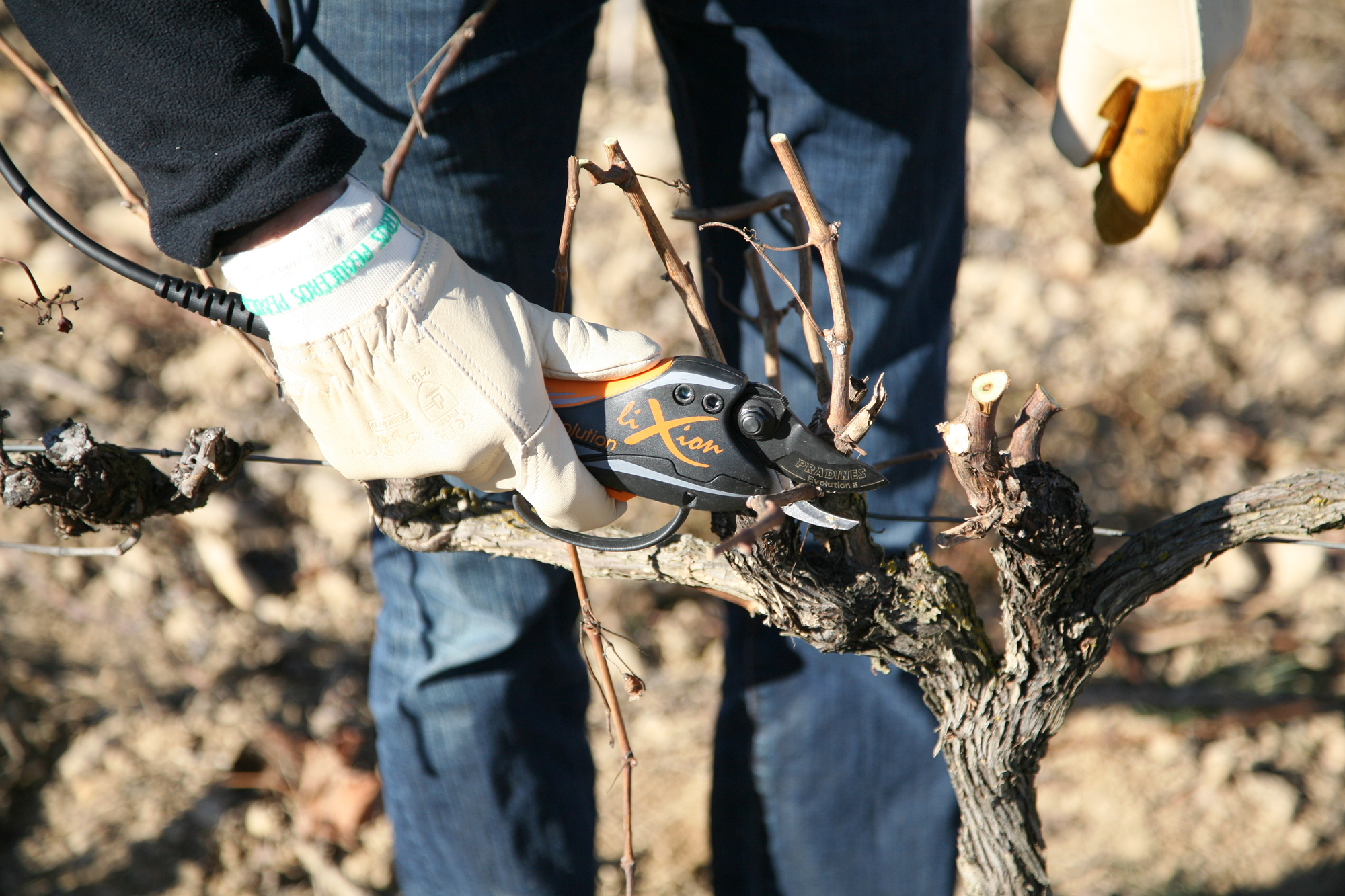
Un viticultor în timp ce folosește un secator electric.